# Drupal
Drupal är ett blogg- och innehållshanteringssystem skrivet i PHP. Drupal distribueras som fri programvara med öppen källkod under licensen GNU General Public License, vilket innebär att det kan laddas ner och användas kostnadsfritt. Drupal är modulärt uppbyggt, vilket ökar flexibiliteten i systemet. Särskilt bra stöd och funktioner finns för så kallade 'communities'.
Drupal används idag både av ett stort antal privatpersoner samt små och stora organisationer och företag, som exempelvis Vita husets officiella hemsida, NASA, NATO, SSRS - Sjöräddningssällskapet, Svenska Lottakåren och IBM.

## Distribution och installation
Drupal kan köras i många operativsystemsmiljöer, till exempel Linux, Mac OS, Windows eller andra plattformar med stöd för antingen webbservern Apache (version 1.3+) eller IIS (version IIS5+) samt programmeringsspråket PHP 4.4.2 eller senare. Drupal behöver en databas för att lagra innehåll och inställningar, därför behövs också tillgång till en databasserver, till exempel MySQL (4.1+) eller PostgreSQL (7.4+). Drupal 7 kräver MySQL 5.0.15 eller senare, PostgreSQL 8.3 eller senare eller SQLite 3.x. Version 5.2 eller senare av PHP rekommenderas. Om PHP 5.2 används måste systemet använda Drupal 5.1 eller senare. Drupal 7 kräver PHP 5.2.4 eller senare.
På plattformen Microsoft Windows kan Drupal installeras med hjälp av Microsoft Web Platform Installer. Web PI kommer automatiskt att upptäcka eventuella saknade beroenden som exempelvis PHP eller MySQL och installera och konfigurera dessa innan Drupal installeras.